# Mohd Saiful Anuar Aziz
Mohd Saiful Anuar Aziz (24 de gener de 1992) és un ciclista malaisi professional des del 2008 fins al 2016.

## Palmarès
- 2013
  - 1r al CFI International-Jaipur